# Clusia radicans
Clusia radicans là một loài thực vật có hoa trong họ Bứa. Loài này được Pav. ex Planch. & Triana mô tả khoa học đầu tiên năm 1860.